# یوشی ناگاشیما
یوشی ناگاشیما (انگلیسی: Yushi Nagashima؛ زادهٔ ۱۲ ژوئیهٔ ۱۹۹۶) بازیکن فوتبال اهل ژاپن است.
وی همچنین در تیم ملی فوتبال زیر ۱۷ سال ژاپن بازی کرده‌است.